# Santos Reyes Nopala
Santos Reyes Nopala es una localidad del estado mexicano de Oaxaca. Es cabecera del municipio de Santos Reyes Nopala.

## Demografía
| Censo | Población |
| ----- | --------- |
| 1900  | 952       |
| 1910  | 835       |
| 1921  | 1003      |
| 1930  | 1353      |
| 1940  | 1534      |
| 1950  | 1940      |
| 1960  | 2442      |
| 1970  | 2955      |
| 1980  | 3718      |
| 1990  | 3901      |
| 1995  | 4299      |
| 2000  | 4581      |
| 2005  | 4554      |
| 2010  | 5201      |
| 2020  | 5876      |